# Saint-Germain (Viena)
Saint-Germain és un municipi francès situat al departament de la Viena i a la regió de la Nova Aquitània. L'any 2007 tenia 957 habitants.

## Demografia

### Població
El 2007 la població de fet de Saint-Germain era de 957 persones. Hi havia 440 famílies de les quals 134 eren unipersonals (46 homes vivint sols i 88 dones vivint soles), 176 parelles sense fills, 99 parelles amb fills i 31 famílies monoparentals amb fills.
La població ha evolucionat segons el següent gràfic:
Habitants censats

### Habitatges
El 2007 hi havia 542 habitatges, 442 eren l'habitatge principal de la família, 51 eren segones residències i 49 estaven desocupats. 534 eren cases i 8 eren apartaments. Dels 442 habitatges principals, 336 estaven ocupats pels seus propietaris, 100 estaven llogats i ocupats pels llogaters i 6 estaven cedits a títol gratuït; 25 tenien dues cambres, 86 en tenien tres, 141 en tenien quatre i 190 en tenien cinc o més. 364 habitatges disposaven pel capbaix d'una plaça de pàrquing. A 192 habitatges hi havia un automòbil i a 204 n'hi havia dos o més.

### Piràmide de població
La piràmide de població per edats i sexe el 2009 era:
| Homes | Edats   | Dones |
| ----- | ------- | ----- |
| 0     | 95 o +  | 4     |
| 0     | 90 a 94 | 8     |
| 8     | 85 a 89 | 12    |
| 16    | 80 a 84 | 16    |
| 24    | 75 a 79 | 28    |
| 36    | 70 a 74 | 48    |
| 32    | 65 a 69 | 40    |
| 40    | 60 a 64 | 16    |
| 16    | 55 a 59 | 32    |
| 16    | 50 a 54 | 28    |
| 52    | 45 a 49 | 36    |
| 48    | 40 a 44 | 48    |
| 32    | 35 a 39 | 44    |
| 32    | 30 a 34 | 24    |
| 24    | 25 a 29 | 16    |
| 32    | 20 a 24 | 24    |
| 24    | 15 a 19 | 24    |
| 36    | 10 a 14 | 28    |
| 44    | 5 a 9   | 12    |
| 16    | 0 a 4   | 8     |

## Economia
El 2007 la població en edat de treballar era de 574 persones, 417 eren actives i 157 eren inactives. De les 417 persones actives 385 estaven ocupades (202 homes i 183 dones) i 32 estaven aturades (13 homes i 19 dones). De les 157 persones inactives 80 estaven jubilades, 32 estaven estudiant i 45 estaven classificades com a «altres inactius».

### Ingressos
El 2009 a Saint-Germain hi havia 463 unitats fiscals que integraven 1.024 persones, la mediana anual d'ingressos fiscals per persona era de 16.028 €.

### Activitats econòmiques
Dels 50 establiments que hi havia el 2007, 1 era d'una empresa alimentària, 1 d'una empresa de fabricació d'elements pel transport, 6 d'empreses de fabricació d'altres productes industrials, 9 d'empreses de construcció, 10 d'empreses de comerç i reparació d'automòbils, 2 d'empreses de transport, 1 d'una empresa d'hostatgeria i restauració, 1 d'una empresa d'informació i comunicació, 1 d'una empresa immobiliària, 3 d'empreses de serveis, 11 d'entitats de l'administració pública i 4 d'empreses classificades com a «altres activitats de serveis».
Dels 16 establiments de servei als particulars que hi havia el 2009, 1 era una funerària, 4 tallers de reparació d'automòbils i de material agrícola, 3 guixaires pintors, 2 fusteries, 3 lampisteries, 1 empresa de construcció i 2 perruqueries.
Dels 5 establiments comercials que hi havia el 2009, 2 eren botiges de menys de 120 m², 1 una carnisseria, 1 una botiga de roba i 1 una floristeria.
L'any 2000 a Saint-Germain hi havia 13 explotacions agrícoles que ocupaven un total de 1.813 hectàrees.

## Equipaments sanitaris i escolars
El 2009 hi havia 1 escola maternal i 1 escola elemental.

## Poblacions més properes
El següent diagrama mostra les poblacions més properes.